# Болл, Люсиль
Люсиль Дезире Болл (англ. Lucille Désirée Ball, 6 августа 1911 — 26 апреля 1989) — американская комедийная актриса, певица, модель, исполнительный продюсер и руководитель студии. Она была звездой ситкомов собственного производства «Я люблю Люси», «Шоу Люси», «Вот — Люси», «Жизнь с Люси», а также специальной комедийной телевизионной программы, которая выходила под названием «Час комедии Люси-Дези».
Карьера Болл началась в 1929 году, когда она получила работу в качестве модели. Вскоре после этого она начала свою карьеру на Бродвее, используя сценические имена «Дайан Белмонт» и «Дайана Белмонт». Позже, по контракту со студией «RKO Pictures», она появилась в нескольких незначительных ролях в кино в 1930-х и 1940-х годах, в качестве хористки и аналогичных ролях. Тогда же она познакомилась с кубинским лидером группы Деси Арнасом, и они сбежали вместе в ноябре 1940 года. В 1950-х годах Болл занялась телевидением. А в 1951 году она и Арнас
создали ситком «Я люблю Люси», сериал, ставший одной из самых любимых программ в истории телевидения. В том же году Болл родила своего первого ребёнка, Люси Арнас, а в 1953 году Деси Арнаса-младшего. Болл и Арнас развелись в мае 1960 года, и она вышла замуж за комика Гэри Мортона в 1961 году.
После окончания сериала «Я люблю Люси», Болл продолжила выступать в бродвейском мюзикле «Дикая кошка», в течение года с 1960 по 1961. Хотя спектакль получил тёплые отзывы, он был закрыт после болезни Болл. После мюзикла «Дикая кошка» Болл воссоединилась с Вивиан Вэнс, актрисой, играющей одну из второстепенных ролей в вышеупомянутом сериале «Я люблю Люси», в «Шоу Люси». Вэнс покинула проект в 1965 году, но Люси продолжала делать шоу ещё в течение трёх лет вместе со своим давним другом Гейлом Гордоном, у которого, на тот момент, уже была постоянная роль в программе.
В 1962 году Болл стала первой женщиной, управляющая крупной телевизионной студией «Desilu Productions», которая выпустила множество популярных телевизионных сериалов, в том числе «Миссия невыполнима» и «Звёздный путь». Болл не отошла от кино полностью, в 1985 году Болл сыграла драматическую роль в телевизионном фильме «Каменная подушка». В следующем году состоялись съёмки «Жизнь с Люси», которая, в отличие от других её комедийных работ, была не очень хорошо принята публикой, и шоу было закрыто через три месяца. Люсиль продолжила появляться в кино и на телевидении всё оставшееся время, до самой своей смерти в апреле 1989 году, от разрыва аорты, в возрасте 77 лет.
Болл 13 раз была номинирована на «прайм-таймовую премию „Эмми“», выиграв её 4 раза. В 1960 году, она получила две звезды на Голливудской «Аллее славы», а в 1977 году была в числе первых обладателей премии Женщины в фильмах «Кристалл». Она была лауреатом премии «Золотой глобус» Сесила Б. Демила в 1979 году, введена в Зал славы телевидения в 1984 году, а так награждена премией за пожизненные достижения от имени «Центра Кеннеди» в 1986 году, и премией губернаторов от «Академии телевизионных искусств и наук» в 1989 году.

## Ранняя жизнь

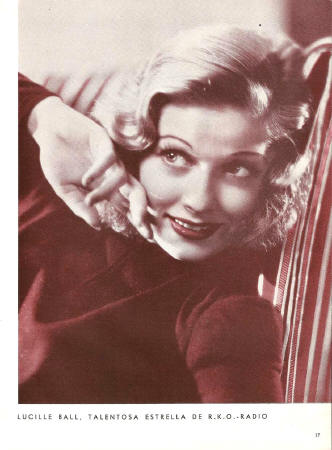
Рекламное фото Люсиль Болл для аргентинского журнала. Март, 1938 год.

Люсиль Болл родилась на 69 Стюарт-авеню в Джеймстауне, Нью-Йорк, в семье Генри Даррелла Болла (англ. Henry Durrell Ball, 1887—1915 гг.) и Дезире «ДиДи» Эвелин Болл (англ. Desiree "DeDe" Evelyn Ball, 1892—1977 гг.), (урождённая Хант). Некоторое время её семья жила в Вайандоте, штат Мичиган. Иногда Люсиль говорила, что родилась в Бьютте, штат Монтана, где жили её дедушка с бабушкой. Несколько журналов писали, будто она решила, что Монтана была более романтичным местом для рождения, чем Нью-Йорк, и часто фантазировала о «западном детстве». Однако её отец перевёз семью в Анаконду, куда его перевели по работе, как и во многие другие места.
Её семья принадлежала баптистской церкви. Среди её предков были в основном англичане, но были так же шотландцы, французы и ирландцы. Некоторые были одними из первых поселенцев в «Тринадцати колониях», в том числе старейшина Джон Крэндалл из Уэстерли, штат Род-Айленд и Эдмунд Райс, ранее эмигрировавшего из Англии в колонию Массачусетского залива.
В феврале 1915, когда Люсиль было три года, её 27-летний отец умер от брюшного тифа. Генри был монтёром в телефонной компании «Bell Telephone Company», и его часто переводили. Семья переехала из Джеймстауна в Анаконду, штат Монтана, а затем в Трентон, штат Нью-Джерси. На момент смерти Генри, ДиДи Болл была беременна вторым ребёнком, Фредериком. Люси мало что помнила из того дня как умер её отец, но хорошо помнила птицу, попавшуюся в ловушку в доме. С того дня она страдала от орнитофобии.
После смерти мужа, мать Люси вернулась в Нью-Йорк. Люсиль и её брат Фред Генри Болл (1915—2007 гг.) воспитывались матерью, а также бабушкой и дедушкой по материнской линии в Селороне, штат Нью-Йорк, в курортном посёлке на озере Чаутоква, в 2,5 милях к западу, от центра города Джеймстаун. Люсиль любила Селорон Парк, один из лучших парков развлечений в Соединённых Штатах в то время. На его набережной был скат к озеру, который использовали качестве парка для детей, танцевального зала на причале, американских горок, а также эстрадой и сценой, на которой проходили концерты водевиля и регулярные театральные постановки, что и сделало Селорон Парк популярным курортом.
Спустя четыре года после смерти мужа, ДиДи вышла замуж за Эдварда Петерсона. Пока её мать и отчим искали работу в другом городе, родители Петерсона заботились о ней и её брате. Эта семья была парой шведских пуритан, которые избавились от всех зеркал в доме, кроме одного над раковиной в ванной. Когда маленькую Люси поймали, как она любовалась собой в этом зеркале, её жестоко наказали за тщеславие. Этот период времени так глубоко затронул Болл, что во взрослой жизни она с горечью вспоминала об этом, и говорила, что он тянулся семь или восемь лет.
Петерсон был шрайнером, и когда его общество нуждалось в артистах женского пола для хора в их шоу, он всегда приводил свою 12-летнюю падчерицу на прослушивание. Во время одного из выступлений на сцене, она поняла, что это отличный способ получить похвалу и признание. Её аппетит к признанию проснулся ещё в раннем возрасте. В 1927 году её семью настигло несчастье. Их дом и мебель были распроданы, чтобы урегулировать судебные издержки после того, как соседский мальчик был парализован в результате случайного ранения кем-то из гостей, стреляющим во дворе их дома, в присутствии дедушки Болл. Впоследствии семья переехала в небольшую квартиру в Джеймстауне.

## Карьера

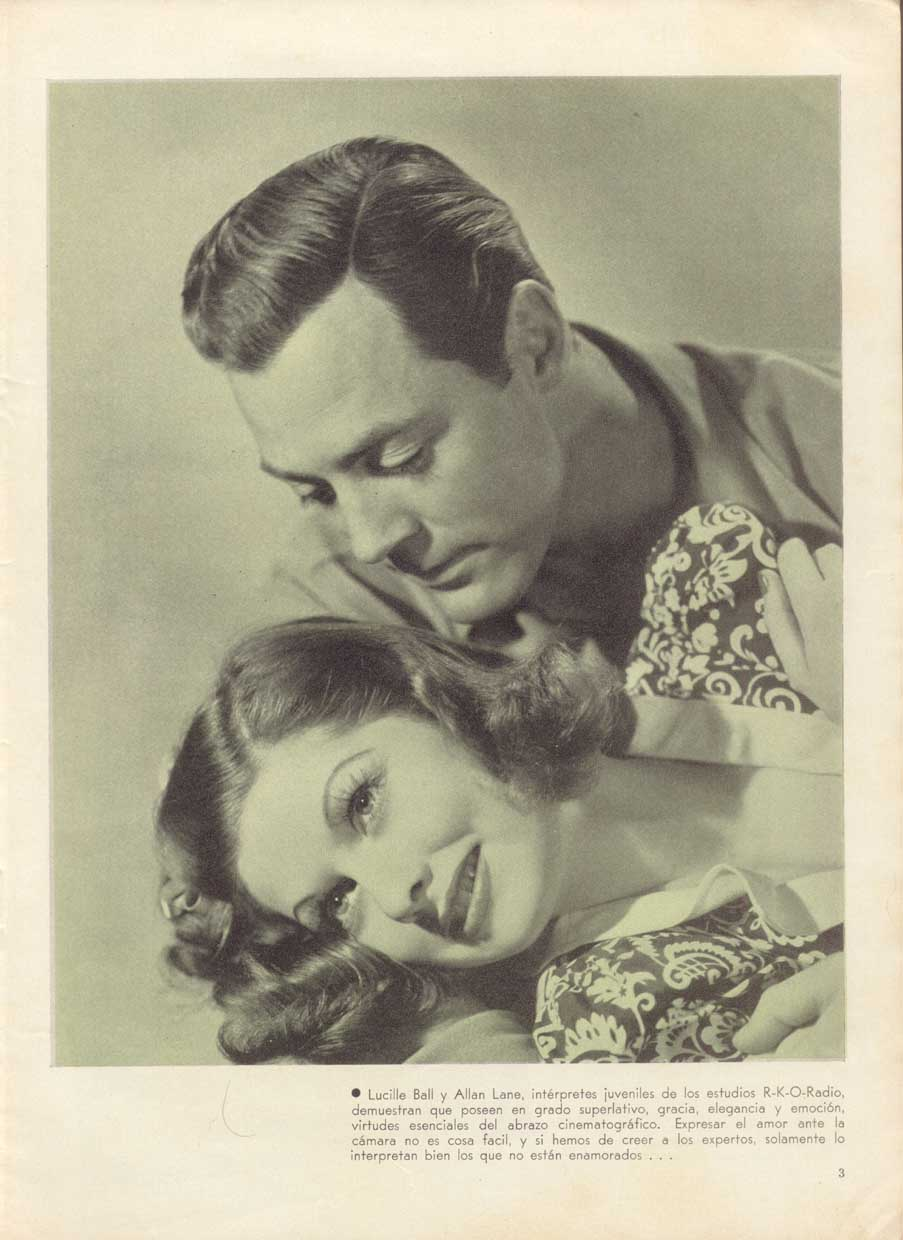
Люсиль Болл и Аллан Лэйн. Рекламное фото фильма «Панама леди» (1939).

### Начало карьеры
В 1925 году Болл, которой было всего 14 лет, начала встречаться с Джонни ДеВита, 21-летним местным хулиганом. ДиДи была недовольна этими отношениями, но никак не могла повлиять на дочь, чтобы положить им конец. Она ожидала, что роман перегорит через несколько недель, но этого не произошло. Примерно через год ДиДи попыталась разлучить их, используя желание Люсиль заниматься шоу-бизнесом. Несмотря на скудные финансы семьи, она организовала для Люси посещение «Школы драматического искусства» Джона Мюррея Андерсона в Нью-Йорке, где её однокурсницей была Бетт Девис. Позже Болл рассказывала о том периоде в её жизни: «Всё, что я узнала в театральном училище — это как пугаться». Инструкторы Болл чувствовали, что она не добьётся успеха в индустрии развлечений, и не побоялись сказать ей это в лицо.
После столь резкой критики Болл решила доказать, что её учителя не правы, и вернулась в Нью-Йорк в 1928 году. В том же году она начала работать на Хэтти Карнеги в качестве собственной модели, Карнеги посоветовала Болл покрасить её каштановые волосы в светлый цвет, и Болл выполнила её просьбу. Про этот период Болл рассказывала: «Хэтти научила меня, как правильно сидеть в платье с блёстками ручной работы за 1000 долларов и как носить пальто из соболя за 40000 долларов так же непринуждённо, словно оно из кролика».
Карьера Болл процветала, даже когда она болела ревматоидным артритом, и не могла работать в течение двух лет.
В 1932 году она переехала в Нью-Йорк, чтобы возобновить свою актёрскую карьеру, и чтобы обеспечить себя финансово она работала у Карнеги и рекламировала сигареты «Chesterfield». Используя имя Дайан (иногда написанное Дайана) Белмонт, она зарабатывала, подпевая в хоре на Бродвее, но это длилось недолго. Болл была нанята — а затем быстро уволена — театральным импресарио Эрлом Кэрроллом, для своего «Vanities» и Флоренсом Зигфелдом для его гастрольной труппы мюзикла «Рио Рита».

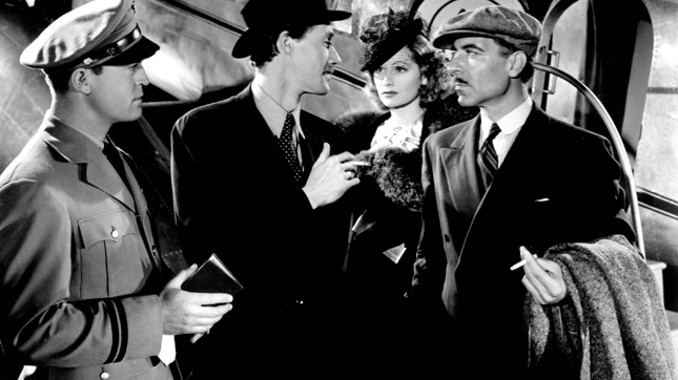
Честер Моррис, Кэррадайн, Джон, Люсиль Болл и Джозеф Каллея. Кадр из фильма «Пятеро вернувшихся назад» (1939).

### Голливуд
После незначительной роли «Девочки Голдвина» в фильме «Римские сплетни» (1933), где главные роли играли Эдди Кантор и Глория Стюарт, Болл переехала в Голливуд, чтобы сниматься в кино. В 1930-х годах она сыграла множество небольших ролей в фильмах, по контракту со студией «RKO Pictures», в том числе и в короткометражной комедии «Три балбеса» («Три маленьких поросёнка» (1934)), а также в фильме братьев Маркс («Обслуживание» (1936)). Она так же появилась в роли одной из моделей в фильме Фреда Астера и Джинжер Роджерс «Роберта» (1935), в роли цветочницы в «Цилиндре» (1935), и во второстепенной роли, в начале фильма «Следуя за флотом» (1936) (ещё один фильм Астера и Роджерс). Болл и Роджерс были дальними родственниками по материнской линии и играли начинающих актрис в фильме «Дверь на сцену» (1937) вместе с ещё неизвестной Кэтрин Хэпберн.

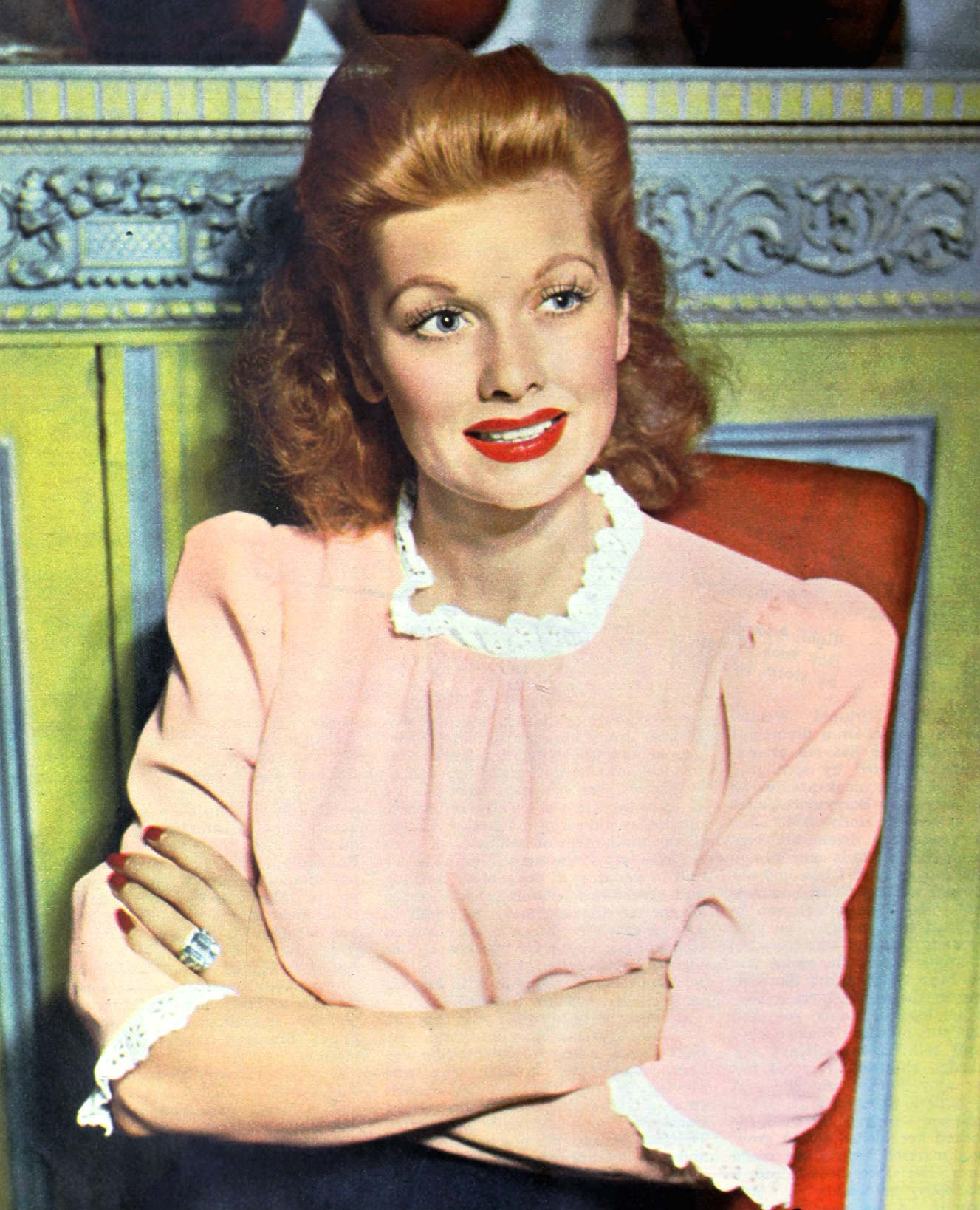
Люсиль Болл в 1943 году.

В 1936 году она получила роль, которая, как она надеялась, приведёт её на Бродвей, в пьесе Бартлетта Кормака «Эй, кручу-верчу», комедия о дюплексной квартире в Голливуде. Премьера спектакля состоялась в Принстоне, штат Нью-Джерси, 21 января 1937 года, где Болл сыграла роль Джулии Такер, одной из трёх соседок по комнате, справляющихся с невротичными режиссёрами, смущёнными руководителями и хватких знаменитостей, которые не дают девушкам возможности добиться успеха.
Пьеса получила хорошие отзывы, но основные проблемы были со звездой Конуэй Тирлом, у которого было слабое здоровье. Кормак хотел его заменить, но продюсер Энн Николс, сказала, что виноват во всем персонаж, и настояла на том, чтобы часть пьесы изменили и переписали. Двое не смогли договориться и найти окончательное решение. Премьера спектакля состоялась на Бродвее в театре «Vanderbilt», однако его закрыли через неделю, в Вашингтоне, после того как Тирл серьёзно заболел.
Позже Болл прослушивалась на роль Скарлетт О’Хара в фильме «Унесённые ветром» (1939), но роль досталась Вивьен Ли, которая получила премию «Оскар», за лучшую женскую роль в картине. Болл подписала контракт с «Metro-Goldwyn-Mayer» в 1940-х годах, но так и не получила большой славы на этой студии. В голливудских кругах она была известна как «Королева боливаров» (это звание ранее принадлежало Фэй Рэй), из-за того, что она часто играла роли в фильмах категории B, таких как «Пятеро вернувшихся назад» (1939). Как и многие начинающие актрисы того времени, Болл выбрала радио, чтобы больше заработать и получить известность. В 1937 году она регулярно появлялась в «Шоу Фила Бейкера» (англ. The Phil Baker Show).
Закончив работу на радио в 1938 году, Болл присоединилась к актёрскому составу «Удивительного шоу» (англ. The Wonder Show) с Джеком Хейли в главной роли (который был известен по роли Железного Дровосека из фильма «Волшебник страны Оз» (1939)). Там и начались её 50-летние профессиональные отношения с диктором шоу, Гейлом Гордоном. «Удивительное шоу» длилось один сезон, а последний эпизод вышел 7 апреля 1939 года. Продюсер «MGM» Артур Фрид приобрёл бродвейскую музыкальную пьесу «ДюБарри была дамой» (1943), специально для Энн Сотерн, которая должна была играть главную роль, но когда та отказалась, лакомую роль отдали Люсиль Болл, которая в жизни была лучшей подругой Сотерн. В 1946 году Люси снялась в фильме «Вернись, любовь моя», а в 1947 она появилась в криминальном триллере «Соблазнённый» в роли Сандры Карпентер, профессионального учителя по танцам в Лондоне.

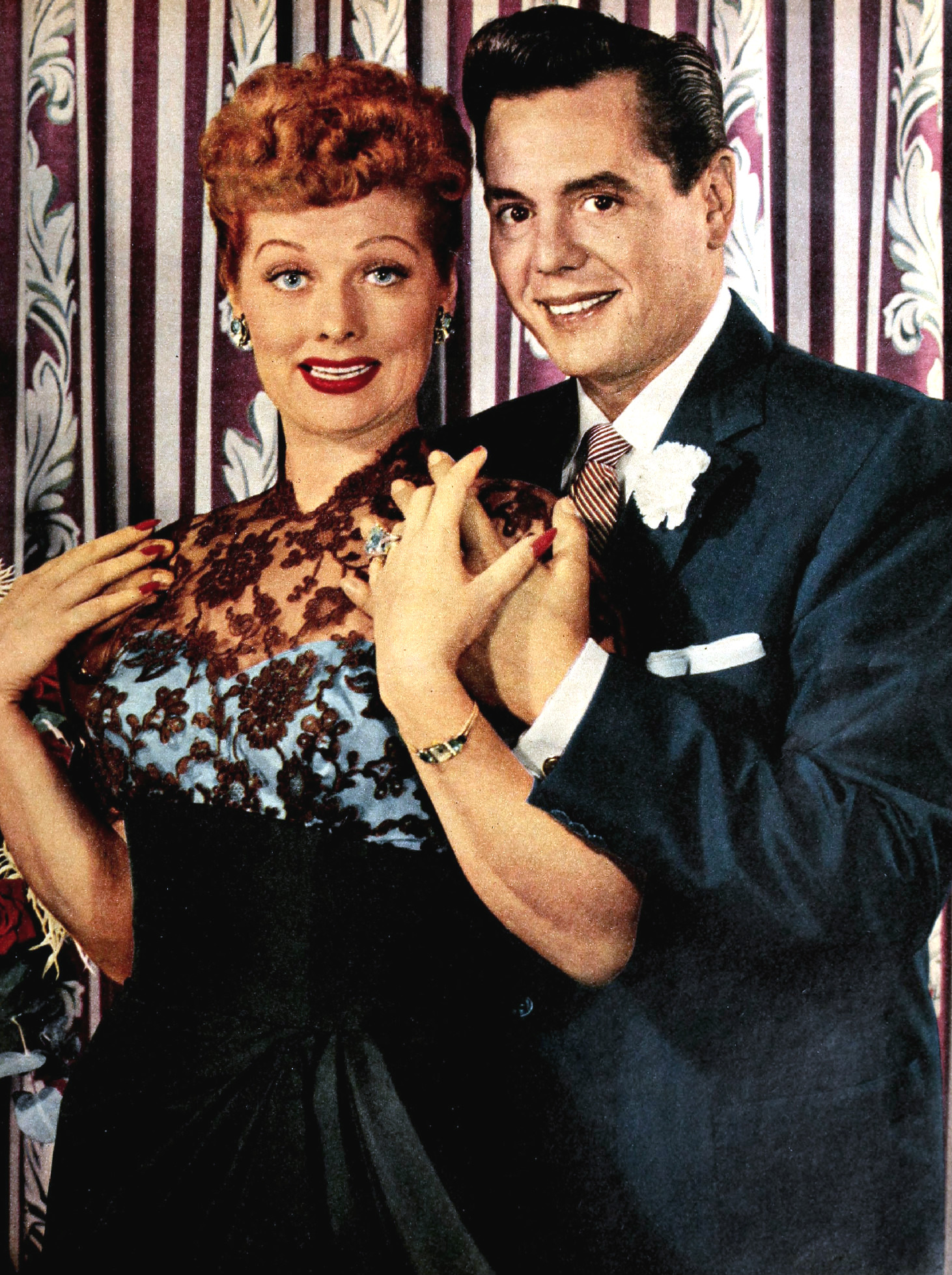
Люсиль Болл и Деси Арнас 1950-й год.

### «Я люблю Люси»и Дези
В 1948 году Болл исполнила роль Лиз Купер (изначально «Кугат», но фамилия была изменена, из-за того, что слушатели постоянно путали персонажей с лидером музыкальной группы Шавье Кугатом), чокнутой жены в аудио-программе «Мой любимый муж» (англ. My Favorite Husband), для «CBS Radio».
Шоу было успешным, и «CBS» попросили её разработать постановку для телевидения. Она согласилась, но настояла на том, чтобы главную мужскую роль играл её реальный муж, лидер кубинской группы «Desi Arnaz Orchestra» Деси Арнас, но руководители думали, что публика неохотно примет любимицу Америки и кубинца как пару. Пилотный эпизод, созданный компанией «Desilu Productions», «CBS» не впечатлил, и пара отправилась в тур с водевилем, где Люси играла сумасшедшую домохозяйку, желающую попасть на шоу Арнаса. Учитывая огромный успех тура, «CBS» приняли «Я люблю Люси» в свой эфир.
Ситком «Я люблю Люси» был не только звёздным этапом для неё, но и потенциальным средством для спасением брака с Арнасом. Их отношения стали очень натянутыми, отчасти из-за их напряжённого графика выступлений, которые часто держали их на расстоянии, а также из-за влечения Дези к другим женщинам.
Попутно Болл создала телевизионную династию и смогла добиться первых серьёзных результатов. Она была первой женщиной, возглавившей первую телевизионную и продюсерскую компанию «Desilu», которую она основала совместно с Арнасом. После развода она выкупила его долю и стала активно руководить студией. «Desilu» и «Я люблю Люси» первыми разработали ряд методов, которые до сих пор используются в производстве передач, а именно: съёмка перед живой аудиторией в студии, на несколько камер и различными съёмочными группами, расположенными рядом друг с другом. В течение этого времени Болл преподавала актёрское мастерство в институте Брандейса-Бардина. Она всегда говорила: «Вы не можете обучить кого-то юмору, он либо есть, либо его нет вообще».
Во время трансляции «Я люблю Люси» Болл и Арнас хотели остаться жить в своём доме в Лос-Анджелесе, но часовой пояс усложнил задачу. Поскольку прайм-тайм на Восточном побережье шёл слишком поздним вечером, для того чтобы транслировать крупные сетевые сериалы, то съёмки в Калифорнии означали бы демонстрацию телезрителям плохой кинескопной картинки и, тем более, днём позже.
Спонсор «Philip Morris» не хотел однодневные записи эфира на основных рынках Восточного побережья, и при этом не хотел оплачивать дополнительные расходы, которые требовались при съёмке, обработке и редактировании. Таким образом, компания оказала давление на Болл и Арнаса, чтобы они переехали в Нью-Йорк. Пара предложила сократить зарплату для финансирования съёмок, при условии, что у «Desilu» сохранятся права на каждый эпизод после его выхода в эфир. «CBS» согласились отказаться от прав после первой трансляции на «Desilu», не осознавая, что они отказались от ценного и долговременного актива. В 1957 году «CBS» выкупила права за 1 млн долларов (8,92 млн по современному курсу), предоставив Болл и Арнасу первоначальный взнос на приобретение бывшей студии «RKO Pictures», которую они превратили в студию «Desilu».
«Я люблю Люси» доминировали в рейтингах США на протяжении большей части своего показа на телевидении. Была предпринята попытка с теми же актёрами и сценаристами адаптировать шоу на радио. Пилотным выпуском стала адаптация знаменитого эпизода «Расторжение договора» (англ. Breaking the Lease), в котором семейства Рикардо и Мерц ссорятся, Рикардо хотят переехать, а Мерц отказываются расторгать договор аренды. Итоговая запись для прослушивания на радио сохранилась, но не вышла в эфир.
Сцена, в которой Люси и Рики практикуют танго в эпизоде «Люси танцует танго» (англ. Lucy Does The Tango), вызвала самый долгий записанный студийных смех в истории шоу — настолько долгий, что звукорежиссёру пришлось обрезать большую часть половины саундтрека. Во время перерыва в шоу Люси и Дези вместе снялись в двух полнометражных фильмах: «Длинный, длинный трейлер» (1954) и «Навеки дорогая» (1956). После того как сериал «Я люблю Люси» был закрыт в 1957 году, основной актёрский состав продолжал появляться в эпизодах спец-комедии под названием «Час комедии Люси-Дези» (англ. The Lucy–Desi Comedy Hour) до 1960 года.
Студия «Desilu» продюсировала несколько других популярных сериалов, в числе которых «Неприкасаемые», «Звёздный путь» и «Миссия невыполнима». В конечном итоге студия была продана в 1967 году за 17 млн долларов (128 млн по современному курсу), и объединилась с «Paramount Pictures».

### Деятельность 1960—1977 годов
Бродвейский мюзикл «Дикая кошка» (1960), закрылся очень рано, когда Болл заболела и не смогла продолжать выступление. Шоу послужило источником известной песни «Эй, посмотри на меня» (англ. Hey, Look Me Over), которую она исполнила вместе с Паулой Стюарт на «Шоу Эда Салливана». Болл так же вела ток-шоу на «CBS Radio» под названием «Поговорим с Люси» (англ. Let's Talk to Lucy) в 1964-65 годах. Она снялась в нескольких фильмах, в том числе «Твои, мои и наши» (1968), и участвовала в мюзикле «Мейм» (1974). Ещё были два успешных ситкома для CBS: «Шоу Люси» (1962—1968), в котором снимались Вивиан Вэнс и Гейл Гордон, и «Вот — Люси» (1968—1974), в котором так же появился Гордон, и дети Люси — Деси Арнас-младший и Люси Арнас. в 1974 году она появилась на шоу Дика Кэвитта, где рассказала свою историю и о своей жизни с Арнасом.
Среди близких друзей Болл была давняя коллега по фильму Вивиан Вэнс и звёзды кино Джуди Гарленд, Энн Сотерн и Джинджер Роджерс, а также комедийные телевизионные артисты Джек Бенни, Барбара Пеппер, Мэри Уикс и Мэри Джейн Крофт. Все они, кроме Гарленд, появлялись хотя бы раз в различных её шоу. Бывшие коллеги по Бродвею Кит Эндес и Паула Стюарт также появлялись в её поздних ситкомах, как и Джоан Блонделл, Рич Литтл и Энн-Маргрет. Болл была наставником актрисы и певицы Кэрол Кук, а также подружилась с Барбарой Иден, когда та появилась в эпизоде «Я люблю Люси».

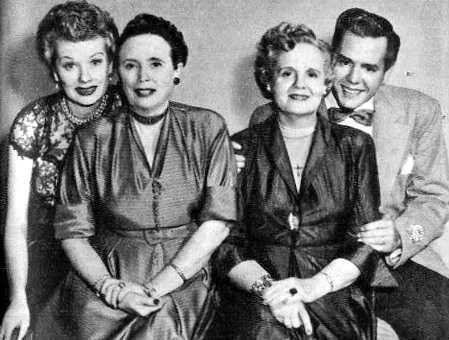
Люсиль Болл и Деси Арнас с матерями, Дезире Болл и Долорес Арнас.

В 1966 году, Болл стала другом и наставником для Кэрол Бёрнетт. Она была приглашённой звездой в специальном фильме на «CBS-TV» «Carol + 2», в ответ на это молодая исполнительница появилась в «Шоу Люси». Ходили слухи, что Болл предложила Бёрнетт снять свой собственный ситком «Вот и Агнес» (англ. Here's Agnes), но на самом деле это было предложением от руководителе «CBS», которое они позже отклонили. Вместо этого она решила создать своё собственное шоу из-за договорённости, которая присутствовала в её контракте с каналом. Обе женщины оставались друзьями до самой смерти Болл в 1989 году. Болл каждый год посылала цветы на день рождения своей подруге. Когда в 1989 году, в день своего 56-летия, Бёрнетт проснулась — в утренних новостях она услышала о смерти Люсиль Болл. Позже, в этот же день, в её дом принесли цветы с запиской, в которой было написано: «С днём рождения, малыш. Люблю, Люси» (англ. Happy Birthday, Kid. Love, Lucy).
Болл изначально рассматривалась Фрэнком Синатрой на роль Миссис Изелин в триллере времен холодной войны «Маньчжурский кандидат». Но режиссёр и продюсер фильма Джон Франкенхеймер, который работал с Анджелой Лэнсбери в фильме «Всё рушится», настоял на том, чтобы она исполнила эту роль.
Болл была ведущей ряда комедийных телепрограмм примерно до 1980 года, в том числе «Люси звонит президенту» (англ. Lucy Calls the President), в которой участвовали Вивиан Вэнс, Гейл Гордон, Мэри Джейн Крофт и Люси Шевелс, а также шоу «Люси переходит на NBC» (англ. Lucy Moves to NBC) в котором рассказывалась её выдуманная история перехода на теле-сеть «NBC».

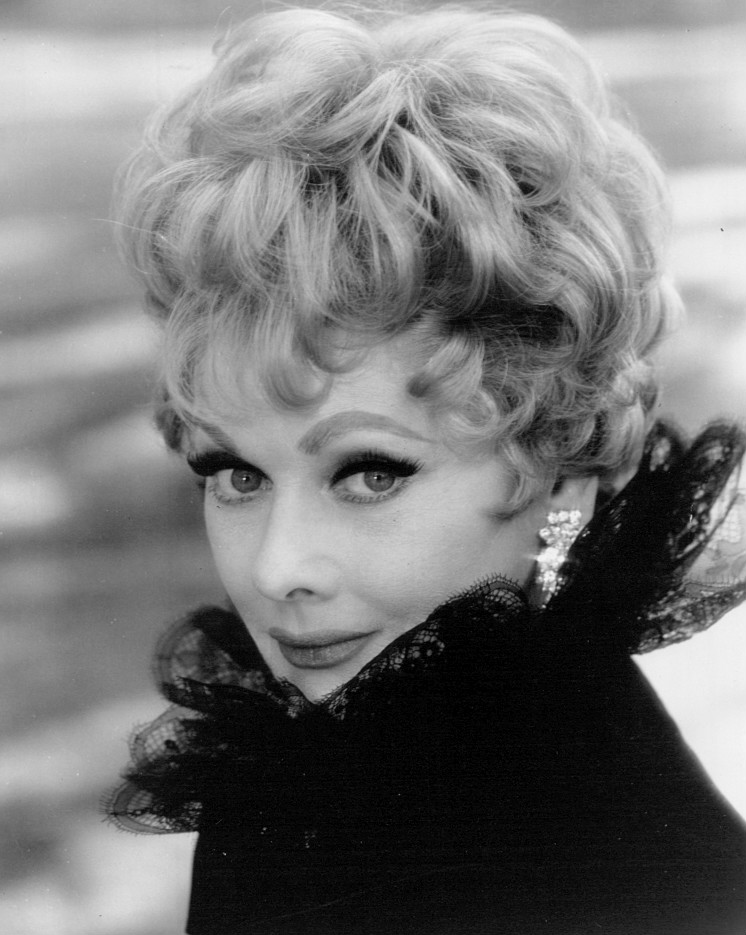
Люсиль Болл в 1976 году.

### 1980-е годы
В середине 1980-х Болл пыталась возродить свою телевизионную карьеру. В 1982 году она появилась в ретроспективе «Трое — это компания», состоящей из двух спин-оффов, где в первом спин-оффе на протяжении пяти сезонов демонстрировались музыкальные номера, переплетающиеся с сюжетными линиями, а также комментировалось её любовь к шоу.
Драматический фильм о пожилой бездомной женщине «Каменная подушка», снятый в 1985 году для телевидения, получил смешанные отзывы. Её возвращение в комедию состоялось в 1986 году в сериале «Жизнь с Люси», с участием её давнего коллеги  Гейла Гордона, сопродюсера Болл Гэри Мортона и результативного продюсера/бывшего актёра Аарона Спелинга. Сериал ожидал провал и снятие с показа через два месяца после первого выхода в эфир на «ABC». В феврале 1988 года Болл получила награду «Стремительные как пудинг» в номинации «Женщина года».
В мае 1988 года Болл была госпитализирована после перенесённого ею сердечного приступа. Её последнее появление на публике состоялось за месяц до её смерти, на церемонии вручения премии «Оскар» 29 марта 1989 года, в которой она и её соведущий Боб Хоуп сорвали овации.

## Показания в суде
Когда Болл регистрировалась для голосования в 1936 году, она назвала свою партийную принадлежность коммунистической. (В 1938 году она так же была заявлена как коммунист).
Чтобы поддержать кандидатуру коммунистической партии в 1936 году в 57 округе штата Калифорния, Болл подписала сертификат в котором говорилось: «Я зарегистрирован как член Коммунистической партии». В том же году она была назначена в Государственный центральный комитет Коммунистической партии в Калифорнии, согласно записям государственного секретаря Калифорнии. В 1937 году голливудская писательница Рена Вейл, заявленная как бывший коммунист, посетила собрание новых членов Коммунистической партии в доме Болл, согласно показаниям Вейл в Комитете антиамериканской деятельности при Палате представителей США, 22 июля 1940 года. Два года спустя Вейл подтвердила свои показания под присягой:

В течение нескольких дней после моего третьего заявления о вступлении в Коммунистическую партию, я получила приглашение о посещении собрания на Северном Огден Драйв в Голливуде. Хотя это была напечатанная и не подписанная записка, с простой просьбой о моём присутствии по адресу в 8 часов вечера в определённый день, я понимала, что это долгожданное приглашение о посещении собрания новых членов Коммунистической партии… Прибыв по данному адресу, я встретила несколько других приглашённых. Пожилой мужчина сообщил нам, что мы являемся гостями киноактрисы Люсиль Болл, он показывал нам различные фотографии, книги и другие предметы, чтобы подтвердить этот факт, а также заявил, что она была рада одолжить свой дом для собрания новых членов Коммунистической партии.
 — Аффидевит Рены М. Вейл, 23 ноября 1942 года. Совместный комитет по сбору фактов об антиамериканской деятельности в Калифонии.Оригинальный текст (англ.)Within a few days after my third application to join the Communist Party was made, I received a notice to attend a meeting on North Ogden Drive, Hollywood; although it was a typed, unsigned note, merely requesting my presence at the address at 8 o'clock in the evening on a given day, I knew it was the long-awaited notice to attend Communist Party new members classes ... on arrival at this address I found several others present; an elderly man informed us that we were the guests of the screen actress, Lucille Ball, and showed us various pictures, books, and other objects to establish that fact, and stated she was glad to loan her home for a Communist Party new members class.
— Affidavit of Rena M. Vale, November 23, 1942. Joint Fact-Finding Committee on Un-American Activities in California.
В 1944 году на британском кинофестивале «Пате» под названием «Сбор средств для Рузвельта» (англ. Fund Raising for Roosevelt) Болл была названа среди нескольких сценических и кинозвёзд на мероприятиях в поддержку кампании Франклина Рузвельта по сбору средств на «Марше десятицентовиков». Она заявила, что на президентских выборах в 1952 году голосовала за республиканца Дуайта Эйзенхауэра.
4 сентября 1953 года Болл, в частном порядке, встретилась со следователем «NUAC» Уильямом Уилером, и дала ему закрытые показания. Она заявила, что регистрировалась, чтобы голосовать как коммунист или «намеревалась проголосовать за бюллетень Коммунистической партии» в 1936 году по настоянию своего деда-социалиста. Добавив, что «никогда не собиралась голосовать как коммунист»,

Болл заявила, что никогда не была членом Коммунистической партии «насколько ей известно»… [Она] не знала, проводились ли когда-либо, и какие-либо встречи в её доме № 1344 на Северном Огден Драйв. Заявила… [что если она и была назначена] делегатом Государственного Центрального Комитета Коммунистической партии Калифорнии в 1936-м году, то это было сделано без её ведома и согласия. [И заявила, что она] не помнила, чтобы подписывала документ, спонсирующий Эмиля Фрида для выдвижения в Коммунистическую партию, на должность члена собрания 57-го округа… Обзор этой темы не отражают действия, которые могли бы гарантировать её включение в индекс безопасности.Оригинальный текст (англ.)Ball stated she has never been a member of the Communist Party "to her knowledge" ... [She] did not know whether or not any meetings were ever held at her home at 1344 North Ogden Drive; stated... [that if she had been appointed] as a delegate to the State Central Committee of the Communist Party of California in 1936 it was done without her knowledge or consent; [and stated that she] did not recall signing the document sponsoring EMIL FREED for the Communist Party nomination to the office of member of the assembly for the 57th District ... A review of the subject's file reflects no activity that would warrant her inclusion on the Security Index.
Непосредственно перед съёмками 68-го эпизода «Девушки уходят в бизнес» (англ. The Girls Go Into Business) сериала «Я люблю Люси» Деси Арнас, вместо обычной разминки аудитории, рассказал зрителям о Люси и её дедушке. Повторно озвучив строчку, которую он впервые произнёс в интервью Хедде Хоппер: «Единственная красная вещь в Люси — это её волосы, и даже те крашенные!»

## Личная жизнь

### Брак, дети и развод

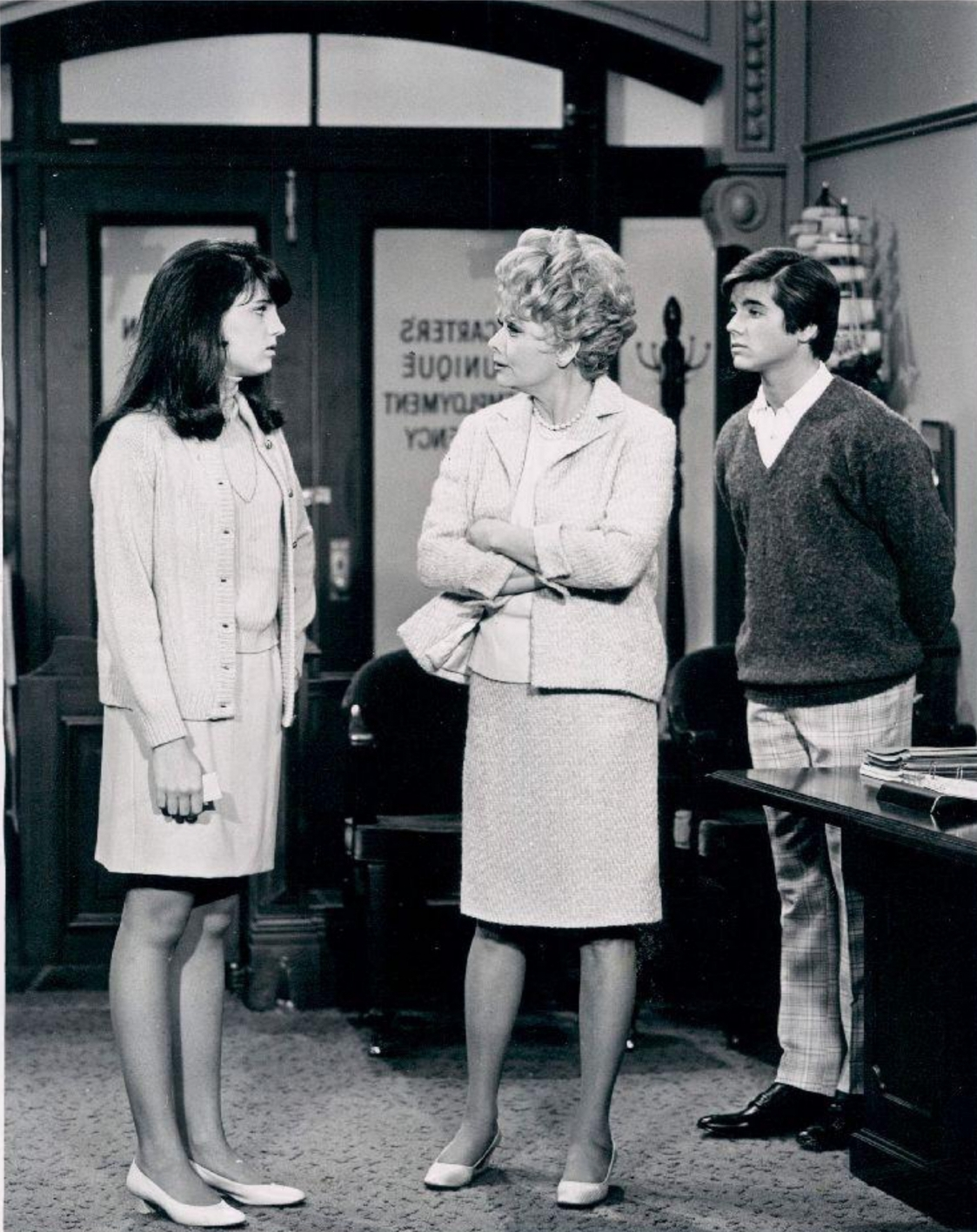
Люсиль Болл со своими детьми Люси Арнас и Деси Арнасом-младшим в шоу «Вот — Люси».

В 1940 году Болл встретила артиста кубинского происхождения Деси Арнаса во время репетиции бродвейской пьесы Роджерса и Харта «Слишком много девушек» (англ. Too Many Girls). Когда они встретились снова на следующий день, они очень сблизились и сбежали в этот же год. Позже Люсиль вспоминая об этой встрече, говорила: «Это не была любовь с первого взгляда, для этого потребовалось целых пять минут». В 1942 году Арнас был призван на службу в армию, но из-за травмы колена был оставлен в Лос-Анджелесе, где устраивал музыкальные концерты для раненых солдат.
В 1944 году Болл подала на развод, а когда их официально развели, она помирилась с мужем, что исключило вступление в силу окончательного постановления.
17 июля 1951 года, за месяц до своего 40-летия, Люсиль родила дочь Люси Дезире Арнас, а до этого у неё было три выкидыша в 1942, 1949, 1950 годах. Спустя полтора года Болл родила второго ребёнка — Дезидерио Альберто Арнаса IV, известного как Деси Арнас-младший. До его рождения «Я люблю Люси» был хитом, поэтому Болл и Азназ включили беременность в сериал. (Необходимое и запланированное кесарево сечение в реальной жизни было запланировано на ту же дату, когда её персонаж родила своего ребёнка).
«CBS» выдвинула несколько требований, в которых указывалось, что беременную женщину нельзя показывать по телевидению, а слово «беременная» нельзя произносить в эфире. После одобрения нескольких религиозных деятелей телесеть разрешила ввести в сюжетную линию беременность, но настояла заменить слово «беременность» на «ожидание». Арнас вызывал у зрителей смех, когда он нарочно неправильно произносил слово «spectin» («ожидание» по-английски «expecting»). Однако, в названиях двух серий было использовано слово «беременность»: «Люси в интересном положении» (англ. Lucy Is Enceinte), «enceinte» в переводе с французского означает «беременность», а также и «Беременные женщины непредсказуемы» (англ. Pregnant Women Are Unpredictable), но эта серия так и не была показана в эфире.
Эпизод рождения малыша вышел в эфир вечером 19 января 1953 года. Когда 44 миллиона зрителей наблюдали, как Люси Рикардо приветствует маленького Рики, в это же время в реальной жизни Болл родила Деси Арнаса-младшего в Лос-Анджелесе. Рождение послужило обложкой первого номера еженедельного телегида с 3 по 9 апреля 1953 года.
В октябре 1956 года Болл, Арнас, Вэнс и Уильям Фроули появились в специальном выпуске Боба Хоупа на «NBS», включая пародию на сериал «Я люблю Люси», единственный случай, когда все четыре звезды одного сериала появились вместе в цветной телепередаче. К концу 1950-х годов «Desilu» стала крупной компанией, что оказало серьёзное давление на Болл и Арнаса.
3 марта 1960 года, на следующий день после 43-го дня рождения Дези (и спустя день после съёмок последнего совместного эпизода Люси и Деси), Болл подала документы в Верховный суд Санта-Моники, утверждая, что супружеская жизнь с Дези была «кошмаром», вовсе не такой как было показано в «Я люблю Люси».
4 мая 1960 года, всего через два месяца после съёмок того эпизода (последний эпизод «Час комедии Люси-Дези»), пара развелась. Однако, до самой смерти Арнаса в 1986 году, они оставались друзьями и часто говорили друг о друге с нежностью. Её реальный развод косвенным образом отразился в её более поздних сериалах — она всегда была представлена как незамужняя женщина.
В следующем году Болл появилась в бродвейском мюзикле «Дикая кошка», в котором так же присутствовали Кит Эндес и Паула Стюарт. Это послужило началом 30-летней дружбы между Люси и Паулой, которая представила Люси её второму мужу Гари Мортону, комику из Борщового пояса, который был младше её на 13 лет. По словам Болл, Мортон утверждал, что никогда не видел сериал «Я люблю Люси» из-за своего напряжённого графика. Болл сразу же устроила Мортона в свою продюсерскую компанию, обучив его телевизионному бизнесу и продвигала его в качестве продюсера. Мортон так же играл эпизодические роли в различных сериалах своей супруги.
Болл была откровенно против отношений её сына с актрисой Патти Дьюк. Позже, комментируя отношения своего сына с Лайзой Миннелли, она говорила: «Я скучаю по Лайзе, но вы не сможете приручить Лайзу».

## Болезнь и смерть

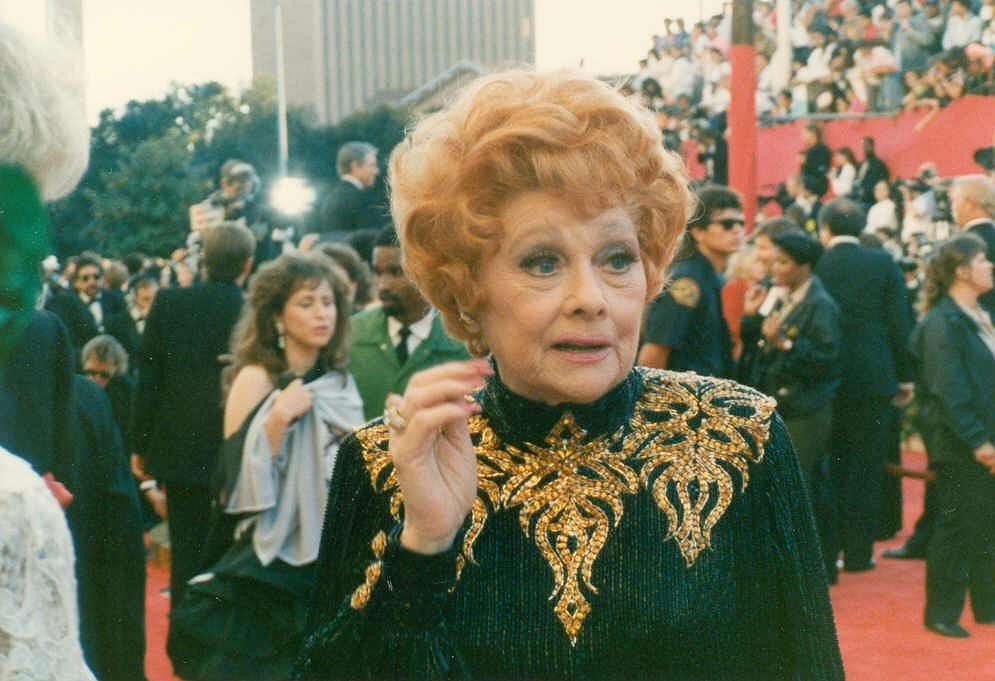
Последнее появление Люсиль на публике. 61-я церемония вручения премии «Оскар» — 29 марта 1989 года.

18 апреля 1989 года находясь в своём доме в Беверли-Хиллз, Болл пожаловалась на боли в груди. Была вызвана скорая помощь, и её доставили в отделение неотложной помощи Медицинского центра «Седарс-Синай». Ей был поставлен диагноз — расслоение аорты, она перенесла операцию на сердце, которая длилась восемь часов, включая пересадку новой аорты. Операция прошла успешно и Болл стремительно шла на поправку, и даже передвигалась по палате без посторонней помощи. Она получила шквал пожеланий выздоровления из Голливуда, а через дорогу от Медицинского центра в кафе «Hard Rock» установили табличку с надписью «Hard Rock любит Люси» (англ. Hard Rock Loves Lucy).
Однако на рассвете 26 апреля Болл проснулась от сильной боли в спине и вскоре потеряла сознание. Попытки привести её в сознание не увенчались успехом, и её смерть была официально зафиксирована в 5:47 утра по тихоокеанскому времени. Вскрытие показало, что Болл скончалась от разрыва аневризмы брюшной аорты, и что это не было связано с её прежней аневризмой и операцией на прошлой неделе. Известно, что у курильщиков повышен риск развития аневризмы брюшной полости, а Болл была заядлой курильщицей большую часть своей жизни. Ей было 77 лет.
Её тело было кремировано, а прах похоронен на кладбище «Голливуд-Хиллз» в Лос-Анджелесе. В 2002 году её дети перезахоронили её останки на семейном участке Хант на кладбище «Лэйк Вью» в Джеймстауне, Нью-Йорк, где были похоронены её родители Генри и Дезире Болл, а также её бабушка и дедушка.

## Признание и наследие

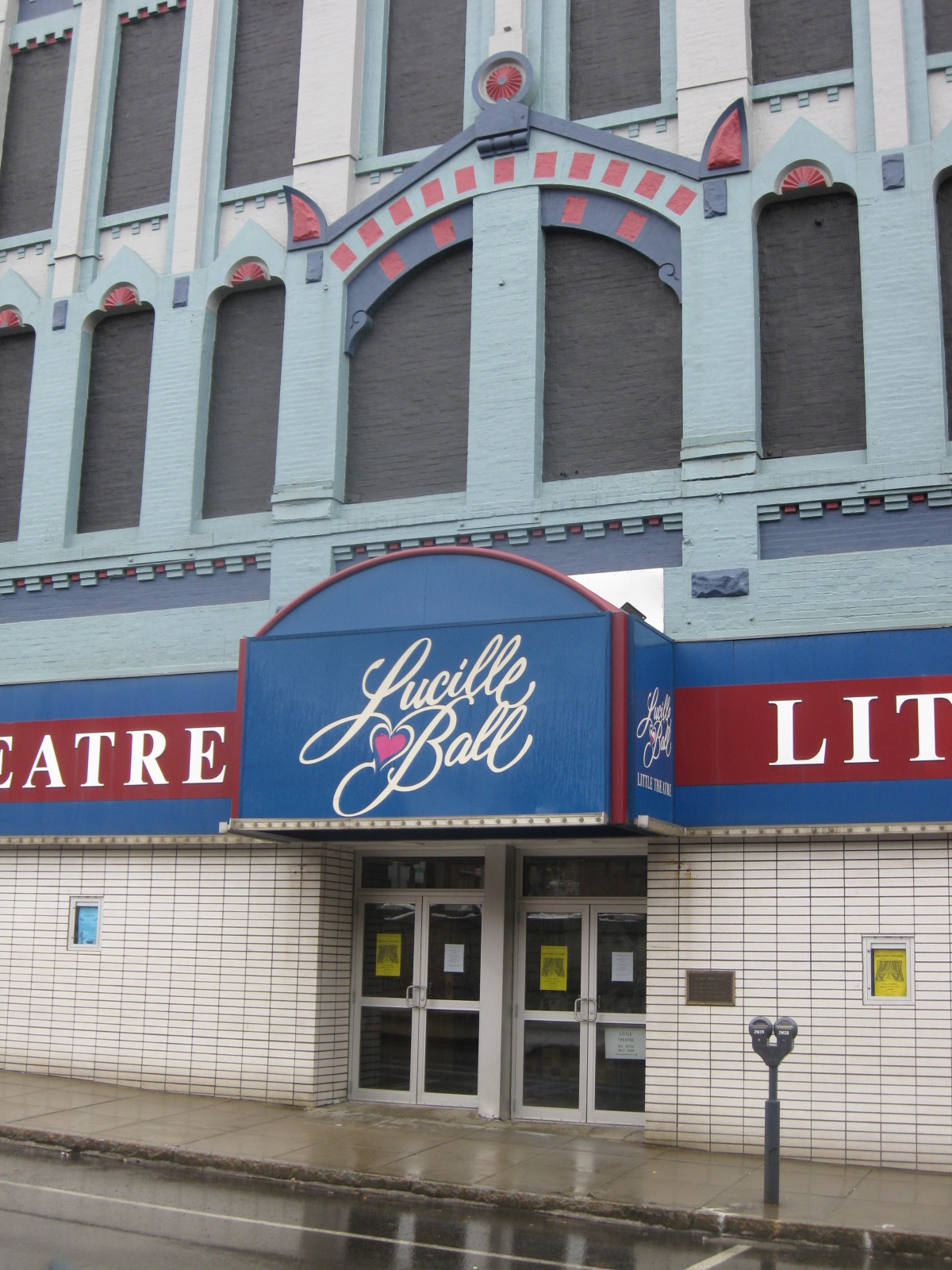
«Малый театр Люсиль Болл» в её родном городе Джеймстауне, Нью-Йорк.

- 8 февраля 1960 года Болл была удостоена двух звёзд на Голливудской «Аллее славы»: 6436 — за вклад в развитие киноиндустрии, 6100 — за вклад в развитие телевидение, обе находятся на Голливудском бульваре.
- Болл получила множество престижных наград за свою карьеру, в том числе некоторые посмертно, такие как «Президентская медаль Свободы» президента Джорджа Буша старшего — 6 июля 1989, а также «Премия за живое наследие» от Международного женского центра.
- Музей «Центр Люсиль Болл-Деси Арнас[англ.]» находится в родном городе Люси в Джеймстауне, штат Нью-Йорк. Маленький театр был переименован в её честь — «Малый театр Люсиль Болл». Она так же была в списке «100 самых важных людей» журнала «Time».
- 7 июня 1990 года тематический парк «Universal Studios Florida» открыл проходной аттракцион, посвящённый Болл «Дань Люси» (англ. Lucy – A Tribute), на котором были показаны музыкальные видео из её шоу, а также различные мелочи о ней, и предметы, принадлежащие или связанные с Люсиль, а также интерактивная викторина для гостей. Аттракцион был окончательно закрыт 17 августа 2015 года.
- 6 августа 2001 года, когда ей исполнилось бы 90 лет, Почтовая служба Соединённых Штатов удостоила её памятной почтовой маркой в рамках серии «Легенды Голливуда».
- Болл появлялась на обложке «TV Guide» чаще, чем любой другой человек. Она была изображена там 39 раз, в том числе и на самой первой обложке в 1953 году вместе со своим маленьким сыном Деси Арнасом-младшим. «TV Guide» назвал Люсиль «Величайшей телезвездой всех времен», а позже он отметил 50-летие «Я люблю Люси» восемью коллекционными изданиями, посвящёнными памятным сценам из сериала. Так же он назвал «Я люблю Люси» вторым лучшим теле-сериалом в истории Америки после сериала «Сайнфелд».
- Благодаря своей поддержке «Женского движения», Болл была введена в «Национальный зал славы женщин» в 2001 году.
- Клуб «Friars» в Нью-Йорке назвал комнату в её честь — «Комната Люсиль Болл» (англ. Lucille Ball Room). Она была посмертно награждена премией «Наследие смеха» на пятой ежегодной премии «TV Land Award» в 2007 году. В ноябре 2007 года Люсиль Болл была второй по счету в списке «50 величайших икон телевидения», но общественное голосование вывело её на первое место.
- 6 августа 2011 года, в день её 100-летия, Google удостоил её интерактивным «Google Doodle» на своей домашней странице, на которой были показаны шесть классических моментов из сериала «Я люблю Люси». В тот же день в Джеймстауне собралось, в общей сложности 915 двойников Люсиль, чтобы отметить её день рождения, установив при этом новый мировой рекорд подобных встреч.

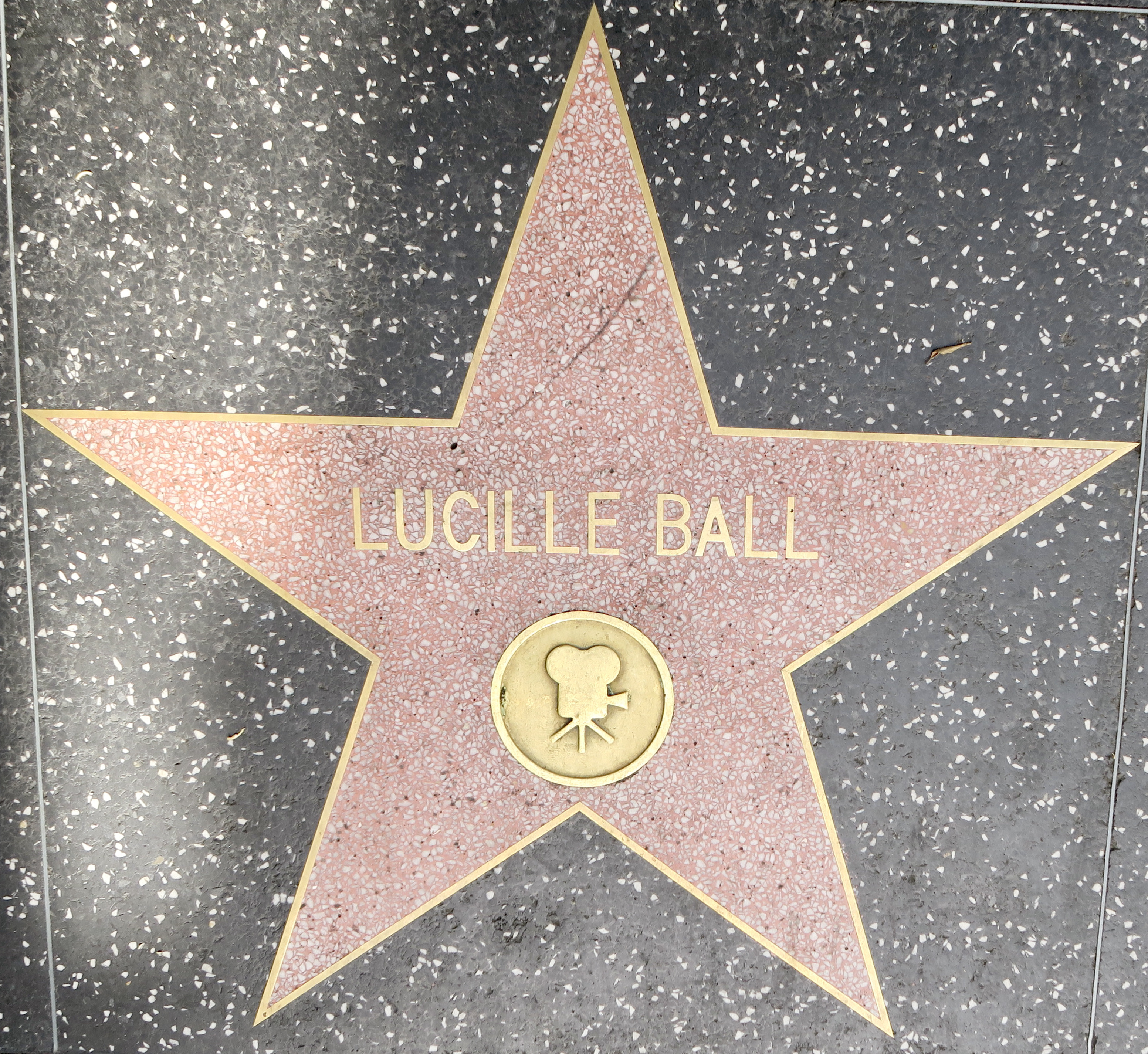
Звезда Люсиль Болл на Голливудской «Аллее славы», за её вклад в развитие кино

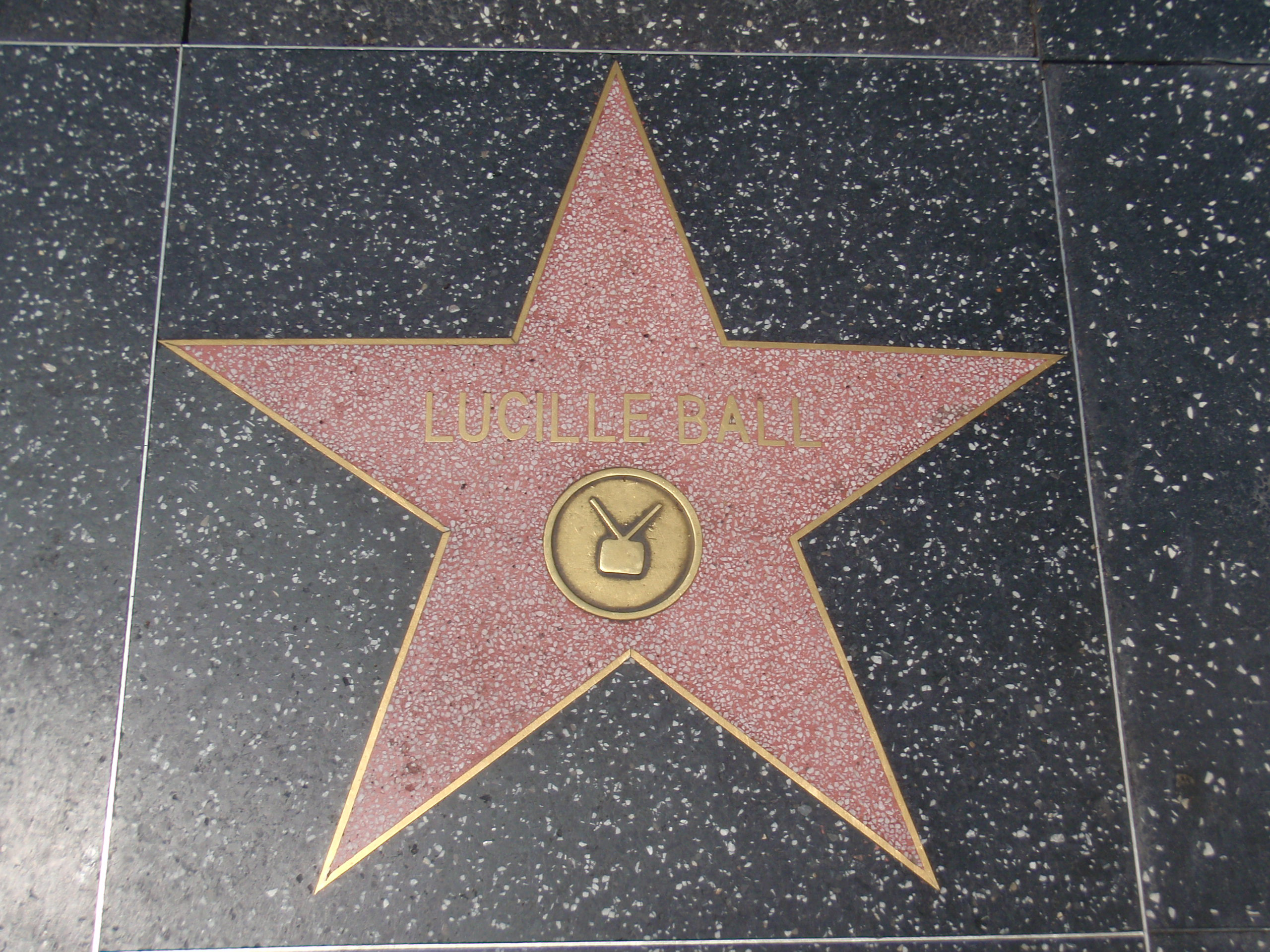
Звезда Люсиль Болл на Голливудской «Аллее славы», за её вклад в развитие телевидения.

- С 2009 года в Селороне стоит статуя Люсиль Болл. Жители посчитали эту статую «страшной» и не точной, присвоив ей прозвище «Страшная Люси». 1 августа 2016 было объявлено, что новая статуя Болл заменит прежнюю, и 6 августа 2016 она была готова. Однако, из-за того, что старая статуя стала местной достопримечательностью, после огласки в СМИ, новая была расположена в 75 метрах от старой, чтобы посетителям были доступны обе статуи.
- В 2015 году было объявлено, что Кейт Бланшет сыграет Люсиль Болл в биографической фильме «Люси и Дези» (англ. Lucy and Desi), автор сценария Аарон Соркин.
- Болл была изображена Джиллиан Андерсон, в качестве её персонажа Люси Рикардо, в эпизоде «Секрет ложек» телесериала «Американские боги».
- Болл так же была изображена Сарой Дрю в спектакле «Я люблю Люси: забавные вещи, случившиеся на пути к ситкому» (англ. I Love Lucy: A Funny Thing Happened on the Way to the Sitcom). Комедия о том, как Болл и её супруг боролись за то, чтобы снять свою комедию. Её мировая премьера состоялась в Лос-Анджелесе 12 июля 2018 года с Оскаром Нунесом[англ.] в роли Деси Арнаса, и Шеймусом Девером в роли Джесса Оппенхаймера[англ.], продюсера и сценариста сериала «Я люблю Люси». Пьеса была написана сыном Джесса, Греггом Оппенхаймером. Спектакль был записан перед живой аудиторией для общенационального общественного распространения и реализации через интернет.
- Болл была известным сторонником прав гомосексуалов, В интервью журналу «People» в 1980-м году, она сказала: «Со мной всё в порядке! Некоторые из самых одаренных людей, которых я когда-либо встречала или о которых читала, — гомосексуалисты. Что вы можете с этим сделать?»

## Личные цитаты

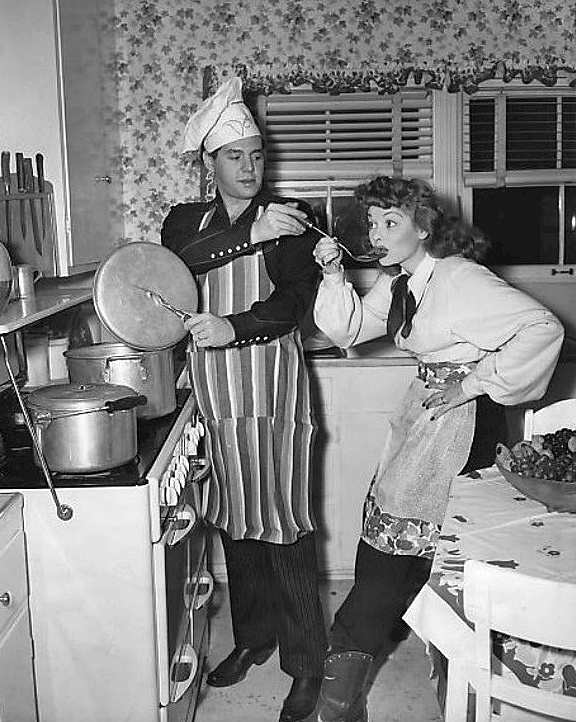
Болл и Арнас в своём доме. Дези приготовил суп, а Люси пробует его.

- «Любая женщина прекрасно помнит того, с кем она забывалась»
- «Когда мужчина готовит, он никого не терпит рядом с собой. Но если готовит женщина, он то и дело лезет на кухню»
- «Вы гораздо лучше поймете своих детей, когда они покинут ваш дом»
- «Развод — это поражение»
- «Это невероятное начало, способность понять, что делает тебя счастливым»
- «Прежде всего, полюби себя, а всё остальное встанет на свои места. Вы действительно должны полюбить себя, чтобы чего-то достичь в этом мире»
- «Я лучше буду жалеть о том, что сделала, чем о том, что не сделала это»
- «Однажды в жизни, каждый мужчина имеет право безумно влюбиться в великолепную рыжеволосую девушку»
- «Одна из вещей которые я усвоила на своей шкуре — это то, что не стоит разочаровываться в себе. Постоянно работая над собой, а также оптимизм, помогут восстановить вашу веру в себя»
- «Секрет вечной молодости заключается в том, чтобы жить честно, есть медленно и врать о своём возрасте»
- «Удача? Я ничего не знаю о везении. Я никогда не рассчитывала на удачу, и опасаюсь людей, которые делают это. Удача для меня нечто другое: тяжёлая работа — и понимание того, что возможно это или нет»
- «У человека либо есть чувство юмора, либо его нет вообще. Вы не можете научить его этому»
- «Политика должна частично занимать каждого гражданина, который будет защищать права и привилегии свободных людей, а также сохранять то, что хорошо и плодотворно скажется в нашем национальном наследии»
- «Ответственность — это способность реагировать»
- «Я счастлива, что принесла смех, потому что люди показали мне его ценность в жизни, во многих ситуациях»
- «Моим идеалом женственности всегда была женщина-пионерка, которая сражалась и работала на стороне своего мужа. Она рожала детей, поддерживала очаг в доме, она была центром семьи, она планировала и мечтала»
- «Вот что я посоветую любой молодой актрисе: важно сначала развиваться как женщина, а уже потом как артист. Вы не станете заниматься проституцией, чтобы получить роль, если вы находитесь в здравом уме. Вы не будете счастливы, что бы вы ни сделали, если вы чувствуйте себя неуверенной в своей совести»
- «Когда ты слишком зол или взволнован, чтобы смотреть трезво, то ты совершаешь ошибки. Вы не можете работать и работать годами, быть несчастным из-за ситуации и не иметь возможность изменить всё. Ты становишься таким, что ненавидишь сам себя»
- «Дети чувствуют несчастье своих родителей. К счастью, они так же легко усваивают наше спокойствие»

## Работы на радио
| Год       | Программа                 | Оригинальное название      | Эпизод                                                                      |
| --------- | ------------------------- | -------------------------- | --------------------------------------------------------------------------- |
| 1944      | Напряжение                | Suspense                   | Дешёвый танец (Dime a Dance)                                                |
| 1944      | Напряжение                | Suspense                   | Десять бабушек (The Ten Gran)                                               |
| 1944      | Театр «Люкс Радио»        | Lux Radio Theatre          | Счастливые партнеры (Lucky Partners)                                        |
| 1945      | Напряжение                | Suspense                   | Плащаница для Сары (A Shroud for Sarah)                                     |
| 1947      | Напряжение                | Suspense                   | Учитель танцев (Taxi Dancer)                                                |
| 1947      | Театр «Люкс Радио»        | Lux Radio Theatre          | Тёмный угол (The Dark Corner)                                               |
| 1951      | Театр «Монитор режиссёра» | Screen Directors Playhouse | Мать-одиночка (Bachelor Mother) Альтернативное название: Незамужняя мамочка |
| 1948-1951 | Мой любимый муж           | My Favorite Husband        | 7/5/48 — 3/24/51                                                            |

## Награды и номинации
| Награда                                    | Год  | Категория | Номинированная работа                                    | Результат |
| ------------------------------------------ | ---- | --- | -------------------------------------------------------- | --------- |
| American Comedy Awards                     | 1987 | Награда за продолжительную карьеру в жанре комедии | Награда за продолжительную карьеру в жанре комедии       | Победа    |
| Награда «Золотое яблоко»                   | 1963 | Самая коллективная актриса | Самая коллективная актриса                               | Номинация |
| Награда «Золотое яблоко»                   | 1973 | Женская Звезда года | Женская Звезда года                                      | Победа    |
| Золотой глобус                             | 1961 | Лучшая женская роль в комедии или мюзикле | «Правда жизни»                                           | Номинация |
| Золотой глобус                             | 1968 | Лучшая женская роль в телевизионном телесериале — мюзикл или комедия                                                                                             | «Вот — Люси»                                             | Номинация |
| Золотой глобус                             | 1969 | Лучшая женская роль в телевизионном телесериале — мюзикл или комедия                                                                                             | «Твои, мои и наши»                                       | Номинация |
| Золотой глобус                             | 1970 | Лучшая женская роль в телевизионном телесериале — мюзикл или комедия                                                                                             | «Вот — Люси»                                             | Номинация |
| Золотой глобус                             | 1972 | Лучшая женская роль в телевизионном телесериале — мюзикл или комедия                                                                                             | «Вот — Люси»                                             | Номинация |
| Золотой глобус                             | 1975 | Лучшая женская роль в комедии или мюзикле | «Мейм»                                                   | Номинация |
| Золотой глобус                             | 1979 | Премия Сесиля Б. Де Милля | Премия Сесиля Б. Де Милля                                | Победа    |
| Стремительные как пудинг                   | 1988 | Женщина года | Женщина года                                             | Победа    |
| Kennedy Center Honors                      | 1986 | Награда Центра им. Кеннеди | Награда Центра им. Кеннеди                               | Победа    |
| Laurel Awards                              | 1961 | Лучшая женщина — комедиантка | «Правда жизни»                                           | Номинация |
| Laurel Awards                              | 1968 | Женская роль в комедии | «Твои, мои и наши»                                       | Победа    |
| Телевизионная премия OFTA                  | 1997 | Зал Славы телевидения — актёры и актрисы | Зал Славы телевидения — актёры и актрисы                 | Победа    |
| Международный кинофестиваль в Палм-Спрингс | 1990 | «Дезерт Палм» — награда за достижения | «Дезерт Палм» — награда за достижения                    | Победа    |
| Прайм-таймовая премия «Эмми»               | 1952 | Лучший комик или комедиантка | Лучший комик или комедиантка                             | Номинация |
| Прайм-таймовая премия «Эмми»               | 1953 | Лучшая комедиантка | Лучшая комедиантка                                       | Победа    |
| Прайм-таймовая премия «Эмми»               | 1953 | Самая выдающаяся личность | Самая выдающаяся личность                                | Номинация |
| Прайм-таймовая премия «Эмми»               | 1954 | Лучшая актриса в популярном сериале | «Я люблю Люси»                                           | Номинация |
| Прайм-таймовая премия «Эмми»               | 1955 | Лучшая актриса в главной роли в популярном сериале | «Я люблю Люси»                                           | Номинация |
| Прайм-таймовая премия «Эмми»               | 1956 | Лучшая комедиантка | Лучшая комедиантка                                       | Номинация |
| Прайм-таймовая премия «Эмми»               | 1956 | Лучшая актриса — продолжение сериала | «Я люблю Люси»                                           | Победа    |
| Прайм-таймовая премия «Эмми»               | 1957 | Лучшее продолжение комедийного сериала | «Я люблю Люси»                                           | Номинация |
| Прайм-таймовая премия «Эмми»               | 1958 | Лучшее перевоплощение (женское) в комедийном сериале: комедийная актриса, певица, хозяйка, танцовщица, диктор, рассказчик, участница, по сути играющая саму себя | «Я люблю Люси»                                           | Номинация |
| Прайм-таймовая премия «Эмми»               | 1963 | Выдающаяся непрерывная работа актрисы в сериале (Ведущая) | Шоу Люси                                                 | Номинация |
| Прайм-таймовая премия «Эмми»               | 1966 | Выдающееся выступление актрисы в главной роли в комедийном сериале                                                                                               | Шоу Люси                                                 | Номинация |
| Прайм-таймовая премия «Эмми»               | 1967 | Выдающееся выступление актрисы в главной роли в комедийном сериале                                                                                               | Шоу Люси                                                 | Победа    |
| Прайм-таймовая премия «Эмми»               | 1968 | Выдающееся выступление актрисы в главной роли в комедийном сериале                                                                                               | Шоу Люси                                                 | Победа    |
| Прайм-таймовая премия «Эмми»               | 1989 | Премия губернатора | Премия губернатора                                       | Победа    |
| Премия АТК                                 | 1989 | Премия за выдающиеся индивидуальные достижения в карьере | Премия за выдающиеся индивидуальные достижения в карьере | Победа    |
| TV Land Award                              | 2007 | Премия «Наследие смеха» | Премия «Наследие смеха»                                  | Победа    |
| Голливудская «Аллея славы»                 | 1960 | Звезда — 6100, за вклад в развитие телевидения | Звезда — 6100, за вклад в развитие телевидения           | Победа    |
| Голливудская «Аллея славы»                 | 1960 | Звезда — 6436, за вклад в развитие киноиндустрии | Звезда — 6436, за вклад в развитие киноиндустрии         | Победа    |
| Женщины в фильмах «Кристалл» + Премия Люси | 1977 | Хрустальная Награда | Хрустальная Награда                                      | Победа    |